# Arquidiocese de Freetown
A Arquidiocese de Freetown (Archidiœcesis Liberae Urbis) é uma circunscrição eclesiástica da Igreja Católica situada em Freetown, Serra Leoa. Seu atual arcebispo é Edward Tamba Charles. Sua Sé é a Catedral do Sagrado Coração de Freetown.
Possui 11 paróquias servidas por 43 padres, abrangendo uma população de 1 740 665 habitantes, com 4,7% da dessa população jurisdicionada batizada (81 300 católicos).

## História
O vicariato apostólico da Serra Leoa foi erigido em 13 de abril de 1858, recebendo seu território do vicariato apostólico das Duas Guinés e da Senegâmbia (atual Arquidiocese de Libreville).
Em 18 de outubro de 1897 e 18 de abril de 1903, cedeu partes de seu território para o benefício da ereção das prefeituras apostólicas da Guiné Francesa (atual Arquidiocese de Conacri) e da Libéria (hoje Arquidiocese de Monróvia).
Em 18 de abril de 1950 por efeito da bula Læto accepimus do Papa Pio XII o vicariato apostólico foi elevado a diocese e assume o nome de Diocese de Freetown e Bo.
Em 3 de abril de 1952, cedeu outra parte do território para o benefício da ereção da prefeitura apostólica de Makeni (hoje uma diocese).
Em 11 de novembro de 1970, cedeu ainda uma parte do seu território para o benefício da criação da diocese de Kenema e, ao mesmo tempo, foi elevada à categoria de arquidiocese metropolitana com a bula Quantum boni do Papa Paulo VI.
Por meio da constituição apostólica Boënsis em 15 de janeiro de 2011, do Papa Bento XVI, a arquidiocese foi dividida, dando origem à presente arquidiocese de Freetown e à Diocese de Bo.

## Prelados
| #           | Nome                                                | Período    | Notas      |
| Arcebispos  | Arcebispos                                          | Arcebispos | Arcebispos |
| ----------- | --------------------------------------------------- | ---------- | ---------- |
| 3º          | Edward Tamba Charles                                | 2008-      | Atual      |
| 2º          | Joseph Henry Ganda                                  | 1980-2007  |            |
| 1º          | Thomas Joseph Brosnahan, C.S.Sp. †                  | 1970-1980  |            |
| Bispos      |                                                     |            |            |
| 5º          | Thomas Joseph Brosnahan, C.S.Sp. †                  | 1952-1970  |            |
| 4º          | Ambrose Kelly, C.S.Sp. †                            | 1937-1952  |            |
| 3º          | Bartholomew Stanley Wilson, C.S.Sp. †               | 1933-1936  |            |
| 2º          | Jean O'Gorman, C.S.Sp. †                            | 1903-1932  |            |
| 1º          | Melchior-Marie-Joseph Marion de Brésillac, S.M.A. † | 1858-1859  |            |
| Pró-vigário |                                                     |            |            |
| 2º          | Frei James Browne, C.S.Sp. †                        | 1892-1903  |            |
| 1º          | Frei Edouard Blanchet, C.S.Sp. †                    | 1864-1892  |            |